# Palestina (regiune)
Palestina este un teritoriu situat la sud-est de Marea Mediterană. Noțiunea de „Palestina”, a avut în decursul timpului diverse semnificații geografice și geopolitice. Deși hotarele sale istorice și geografice nu au fost și nu sunt nici în prezent coincidente cu cele ale teritoriilor sau ale statelor asociate, Palestina este identificată, de regulă, cu Canaan, cu Țara Israel a evreilor, (în ebraică ארץ ישראל, transliterat: Ereț Israel), sau Țara Sfântă (în latină Terra Sancta), în limba arabă fiind denumită Filastīn (فلسطين). Ea deține o importanță majoră pentru cele trei mari religii monoteiste: iudaism, creștinism și islam. Sursele antice transmise pe calea tradiției religioase au deținut dominanța în istoriografia acestei regiuni, istoriografie care a început să fie îmbogățită prin perspectiva descoperirilor arheologice.

## Geografie
Palestina nu este un teritoriu unitar cu granițe naturale. Conform reperelor geografice și frontierelor valabile în timpul administrației mandatare britanice din 1918-1948, Palestina este delimitată spre vest de țărmul mării Mediterane, spre răsărit, de valea Iordanului și Marea Moartă și spre sud-vest de peninsula Sinai. În trecut noțiunea cuprindea și teritoriile de pe malul estic al Iordanului, cunoscute și ca Transiordania.

### Topografia și clima
Regiunile geografice ale Palestinei, orientate pe direcția nord-sud, sunt clar limitate: Câmpia de coastă, lanțul deluros și montan care pornește de la piscul cel mai înalt din regiune, Muntele Hermon, situat în podișul Golan din nordul Palestinei, continuă cu lanțul muntos Carmel (care cuprinde și Taborul), munții Ierusalimului și podișul muntos al Negevului. Această creastă muntoasă care străbate Palestina de la nord la sud este limitată la est de profunda vale rezultată din „ruperea sirio-africană”: Iordanul de nord, cu mlaștinile Hula, Lacul Kineret (Marea Galileei), Iordanul de mijloc, Marea Moartă (cea mai joasă mare din lume și cea mai sărată, a cărei apă este o soluție supra-saturată de săruri, în majoritate clorură de sodiu, într-o concentrație care variază cu temperatura și presiunea atmosferică) și continuă cu Valea Iordanului, care se termină în golful Eilat al Mării Roșii.

#### Râul Iordan

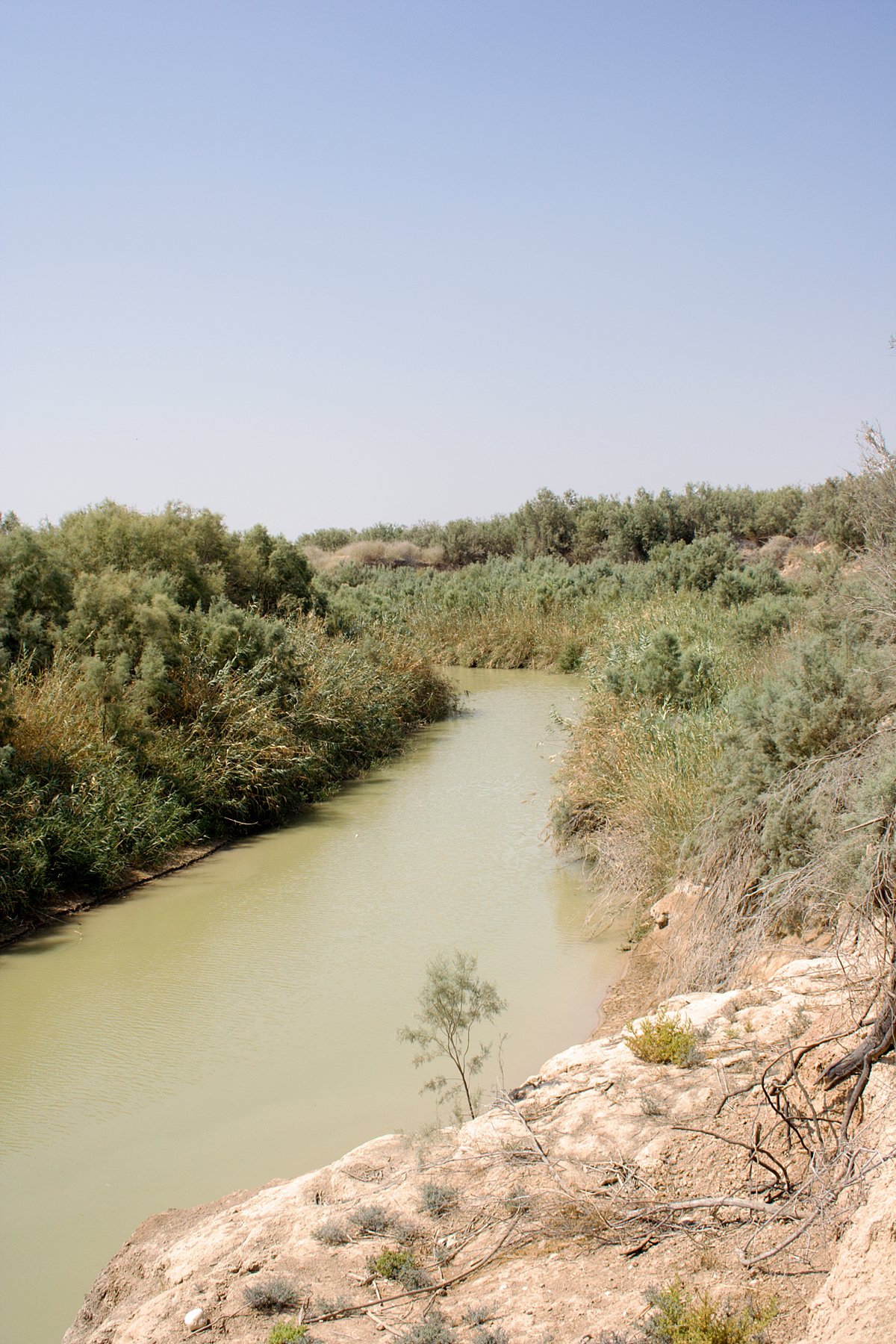
Râul Iordan, granița dintre Israel și Iordania (autor: David Bjorgen).

Râul Iordan (ebraică נהר הירדן Nahar Ha Yarden, „râul care coboară”; arabă Al-Urdunn), cu o lungime totală de 320 km, care ocupă cea mai joasă parte a fosei tectonice sirio-africane, izvorăște în munții Antiliban, o prelungire septentrională a muntelui Hermon, traversează pe o mică porțiune Libanul spre sud, intră în Israel și se varsă în Lacul Kineret (lac care formează un mare bazin de acumulare natural în cadrul albiei Iordanului), traversând kibuțul Degania, pe coasta meridională a lacului, curgând spre sud și servind drept frontieră între Israel și Iordania, apoi între Cisiordania și Iordania vărsându-se în Marea Moartă, cu o pantă cumulativă de circa 800 m.

## Limitele geografice
Inițial, spre sfârșitul mileniului al doilea, prin noțiunea Peleshet din Biblia ebraică se înțelegea ținutul orașelor-state Gaza, Așkelon, Așdod, Ekron și Gat, fondate și locuite de filisteni. Concomitent cu expansiunea militară a filistenilor, granițele dominației lor au fost deplasate spre est, ele cuprinzând o perioadă de timp și zonele deluroase până la Valea Iordanului, populate de triburile israelite. După campaniile militare purtate de regele David (ca. 1005-970) și înfrângerea filistenilor, ținutul Peleshet s-a restrâns din nou la zona câmpiei de coastă. Denumirea egipteană, mai veche, a ținutului, Canaan, a avut același destin istoric. În scrisorile de la Amarna, datate în secolul al XIV-lea î.Hr., Canaanul cuprindea doar zona câmpiei de coastă. Ulterior, o dată cu expansiunea canaaniților spre vest, Canaanul desemna întreg teritoriul situat la vest de Valea Iordanului. La începutul secolului al X-lea î.Hr. Canaanul ar fi cuprins doar zona de coastă a teritoriului. Egiptenii antici au mai folosit pentru regiune și denumirea Retenu.
Reorganizarea administrației provinciale romane în anul 296 d. Hr. de către împăratul Dioclețian (284-305)a atras după sine precizarea limitelor geografice ale Palestinei. Provinciei omonime îi aparținea acum întreaga Iordanie de Vest sau Cisiordania (teritoriul situat la vest de Iordan până la Marea Mediterană), părți din Iordania de Est sau (Transiordania), precum și Deșertul Negev.

## Denumirea
Regionimul „Palestina” provine din etnonimul filisteni, atribuit unei populații de origine indo-europeană, stabilită între secolele XIII-XI î.Hr. pe coasta sud-estică a Mării Mediterane. Sursele egiptene au înregistrat acest popor sub numele „prst”, în Biblie locuitorii se numesc în ebraică פְלִשְׁתִּים pliștim, iar colectivul, populația, „Peleșet”, din care a derivat în greaca veche „Palaistine” „παλαιστινη” și în latină „Palaestina”. Termenul Palaistine (în greacă Παλαιστινη), atașat la numele Siriei, a fost utilizat întâia oară de Herodot (ca. 484 - ca. 425 a. Chr.), care înțelegea prin el coasta mediteraneeană din sudul Feniciei și până în actuala zonă Gaza, coastă identificată ca partea sudică a Siriei, cunoscută de eleni și sub denumirea Koelesyria.

## Istorie

### Palestina antică
Situată pe traseul celor mai importante rute terestre, care asigură legătura între Asia, Africa și Europa, Palestina a fost străbătută și populată temporar încă din paleolitic de diverse popoare. Așezarea Ierihon, în Israel, fondată în urmă cu aproximativ nouă mii de ani, este cel mai vechi oraș din lume. Cercetările arheologice au scos aici la lumină o rotondă din paleoliticul târziu, case din pământ, unelte și sculpturi din piatră, precum și ceramică rudimentară datate în mileniul al VI-lea î. Hr. De la sfârșitul mileniului al V-lea î. Hr. datează casele de piatră decorate cu pictură murală, descoperite la Thelelat Ghassul, lângă Ierihon, precum și așezările subterane de la Beer Șeva.
Din jurul anului 3000 a. Chr. datează primele urme ale unor populații semite venite în "Palestina" probabil dinspre Egipt. Ceva mai târziu, în jurul anilor 2600 a. Chr., urmează migrația unor triburi semite de nord, venite probabil din Siria. La mijlocul mileniului al III-lea a. Chr. pare să fi fost fondat și Ierusalimul. În jurul anului 2350 a. Chr. Egiptul își extinde dominația politică asupra unor orașe-state de pe teritoriul "Palestinei". Migrațiile amintite au fost urmate de cele ale triburilor semite ale canaaniților, datate între 2100-1900 a. Chr. Atestate în izvoare egiptene și constatate de cercetări arheologice de dată recentă, invaziile canaaniților au provocat mari distrugeri materiale. Teritoriile de locuire ale acestei populații, inițial nomadă sau seminomadă, sunt înregistrate în izvoarele egiptene sub numele Canaan. Migrația canaaniților a fost urmată de cele ale triburilor semite ale amoniților și arameilor. Se amintește prezența în zonă și a unor populații de origine indo-europeană ca huriții si hetiții.
Memoria istorică a Vechiului Testament ajunge până în jurul anului 1700 a. Chr., în perioada Patriarhilor Abraham sau Avraam, Isaac și Iacob. Datele oferite de Torah, redactată cu începere din secolul al VII-lea a. Chr. în Ierusalim, nu oferă însă exactitatea necesară unor reconstituiri istorice relevante. Relatarea cu privire la descendența lui Abraham din Haran (Gen. 12:4,5), conservă amintirea faptului că tribul lui Beniamin reprezenta rămășițele unui trib mai numeros care, potrivit „scrisorilor din Mari” (ca. 1720 a. Chr.), trăia în corturi în Mesopotamia de Nord. Izvoare istorice înregistrează în prima jumătate a mileniului al II-lea (ca. 1650 a. Chr.) și deplasări ale populației hicso, urmată de întemeierea temporară a unui stat. Sub presiunea acestei populații se află poate și deplasarea, în aceeași perioadă, spre Egipt, a triburilor lui Iosif și frații lui.
La mijlocul secolului al XVI-lea a. Chr., probabil după prăbușirea autorității hicsite, "Palestina" devine o provincie egipteană, autoritatea locală fiind exercitată în continuare de elita politică recrutată din rândul canaaniților și a huriților. Informații detaliate sunt oferite de inscripțiile de la Tell el-Amarna în Egiptul de Mijloc, datate în secolul al XIV-lea (cunoscute sub numele generic „scrisorile de la Amarna”).
Spre mijlocul secolului al XII-lea, după anul 1177 a. Chr., în perioada faraonului Ramses al II-lea, pe teritoriul Canaanului, la sud de Fenicia, se stabilesc filisteni, așa-numitele "popoare ale mării", de origine indo-europeană. Numele acestui popor se va extinde asupra teritoriului său de locuire, cunoscut ulterior sub denumirea generică "Palestina".

### Regatele evreiești

#### De la Regatul unit la regatele Israelului și Iudeei

##### Așezarea triburilor israelite în Canaan

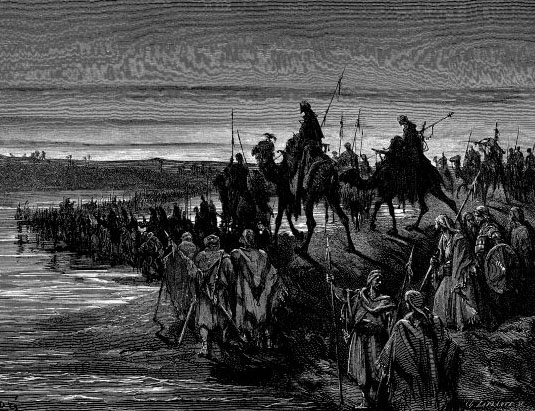
Gustave Doré (1832-1883): Fiii lui Israel traversează Iordanul

Revenirea în "Palestina" a unor grupuri de descendenți ale vechilor triburi semite, conduse de Iehoșua pe la 1650 a. Chr. Egipt, s-a petrecut probabil spre mijlocul secolului al XIII-lea, după 1250 a. Chr., în perioada faraonului Ramses al II-lea (1279-1213 a. Chr.), ei fiind conduși de Moise în pustiu. La Horeb, Moise a depus jurământ (Exod. 19-20), obligându-și triburile să slujească pe unicul Dumnezeu (Jahve). Aici a primit Moise „Cele zece porunci”. După decenii de viață nomadă, petrecută în Sinai, marcată de confruntări armate cu alte triburi localnice (madianiții și amaleciții), triburile israelite au ajuns pe pământul "Palestinei". După anul 1220 î. Hr., mai exact în jurul anului 1207 î. Hr., este evocat pentru prima dată, pe o inscripție din timpul faraonului Merenptahs (1213-1203), etnonimul Israel. Atât exodul din Egipt cât și ocuparea Canaan-ului de către triburile israelite sunt relatate în Vechiul Testament, respectiv în Exodul și Deuteronomul. Date istorice de dată recentă au evidențiat însă o serie de discrepanțe cronologice și actuale între relatările biblice și rezultatele unor cercetări interdisciplinare. Aceste incongruențe vizează atât datarea exodului din Egipt cât și intrarea ocuparea triburilor israelite în Canaan. În ultimele decenii, numeroși cercetători înclină să considere că relatările biblice, cu privire la exodul triburilor israelite din Egipt și ocuparea Canaan-ului nu au fost dovedite istoric. Deși ocuparea și, respectiv, distrugerea așezărilor fortificate canaanite Bethel, Hazor, Ierihon, Lakiș etc. în acest interval de timp a fost confirmată și de cercetările arheologice, totuși analogiile cu situații similare, petrecute în același interval cronologic în zonele estice ale spațiului mediteraneean și în Orientul Apropiat, relativizează atribuirea lor triburilor israelite. Cercetarea istorică actuală tinde să considere - contrar relatărilor biblice și a unor teorii sociologice din secolul al XX-lea, respectiv a tezei unor infiltrări pașnice, repetate și de durată (Albrecht All), sau a celei a unor invazii, urmate de confruntări violente provocate de triburile israelite (George Mendenhall și Normann Gottwald) -, că în jurul anului 1200 a. Chr. în mediul populației semite, nomade sau seminomade, din Iudea și Samaria s-a produs o evoluție socială dramatică. Într-un interval relativ scurt, de câteva decenii, sunt întemeiate aici, în zona Munților Iudeii și a Munților Samariei, un număr de peste 250 așezări situate în zonele înalte, pe coastele sau pe vârfurile munților. Majoritatea acestor așezări, situate pe teritoriile biblice ale triburilor lui Iuda, Beniamin, Efraim și Manase, au fost locuite neîntrerupt până în perioada Regatului Israel, atunci când locuitorii săi erau și se considerau israeliți.

### Dominația elenă în Palestina
Imperiul Persan a căzut în fața trupelor regelui macedonean Alexandru cel Mare. După moartea sa, în absența moștenitorilor, cuceririle sale au fost împărțite între generali, iar regiunea evreilor (Iudeea, cum a devenit cunoscută) a revenit mai întâi dinastiei Ptolemeice din Egipt, fiind apoi cucerită de Imperiul Seleucid.
Teritoriul Palestinei, în acea perioadă, a fost schimbat considerabil prin creșterea extensivă și dezvoltarea planurilor urbane și crearea orașelor bine fortificate. Ceramica elenistică a fost produsă și a absorbit tradițiile filistine. Comerțul a înflorit, cel mai mult în zonele elenizate, cum ar fi Așkelon, Jaffa, Ierusalim, Gaza și anticul Nablus.
Populației evreilor din Iudeea i-a fost permisă o autonomie limitată în religie și administrație.

### Sub Imperiul Roman
Deși reprezentantul expansiunii romane, generalul Pompei sosește în Iudeea de sub Dinastia Hasmoneană în 63 e.v., dominația romană este întărită cu instalarea lui Irod cel Mare (I-ul) ca rege. Planificarea urbană sub dominația romană-herodiană a fost caracterizată prin orașe construite în jurul unui forum - intersecția principală a două mari străzi - Cardo (Nord-Sud) și Decumanus (Est-Vest). Orașele erau conectate printr-o rețea de străzi complexă, creată în scopuri economice și militare. Printre cele mai notabile rămășițe arheologice din această eră au rămas Herodium (la sud de Betleem) și Cesarea.

### Restabilirea dominației musulmane. Mamelucii

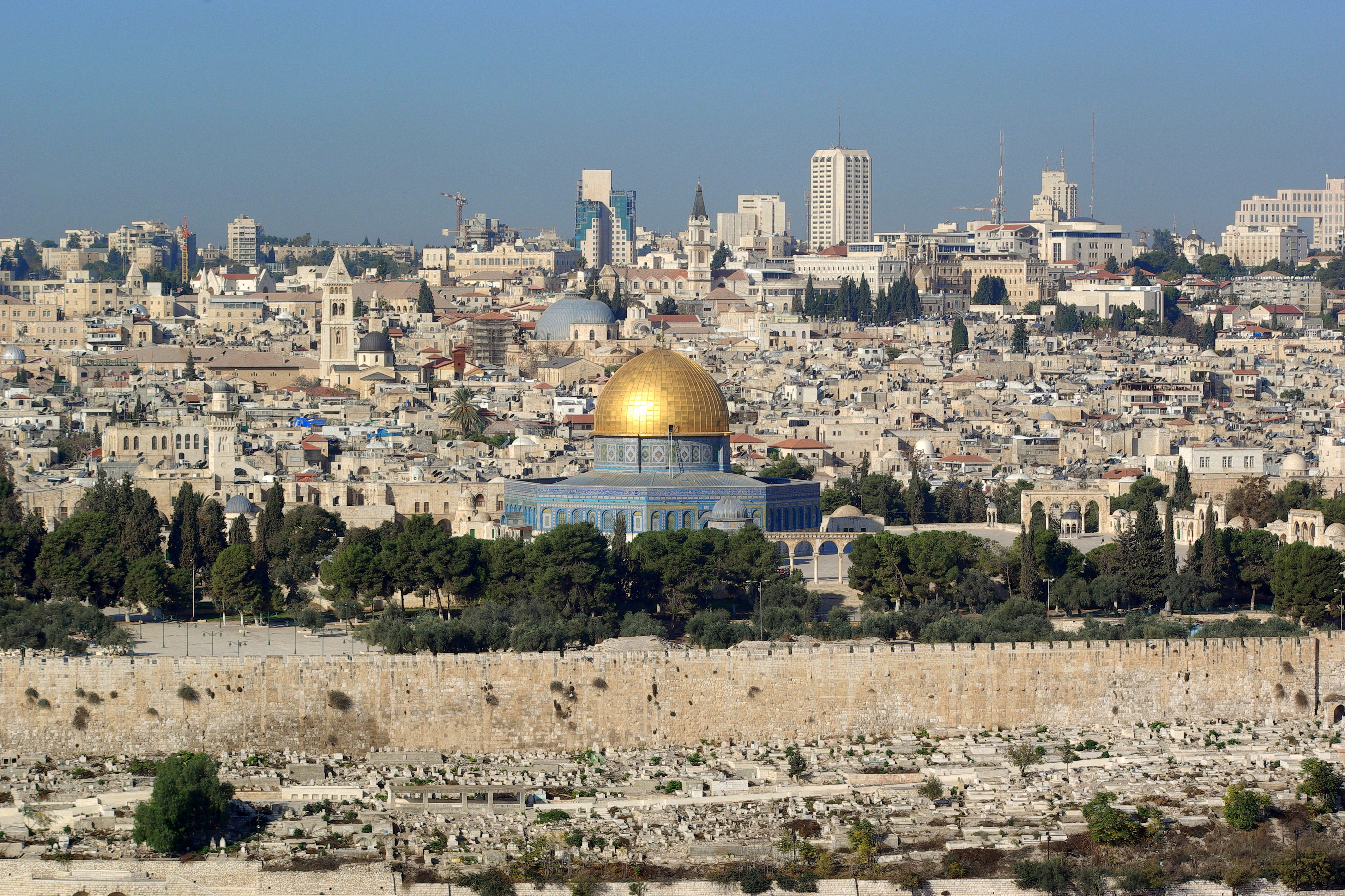
Ierusalim, moschea „Cupola de Piatră”

### Mandatul britanic

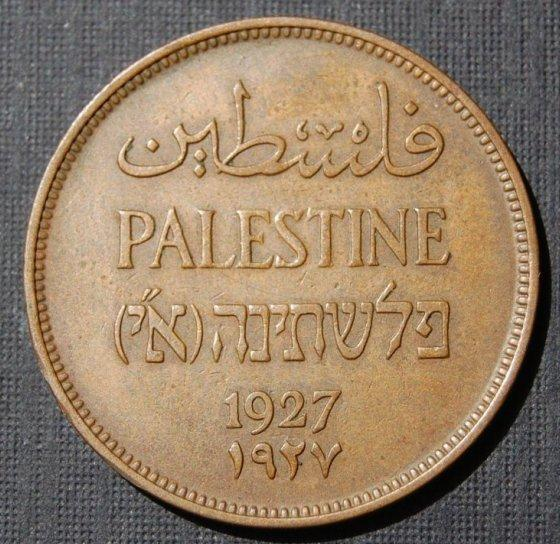
Monedă a Palestinei britanice, 1927

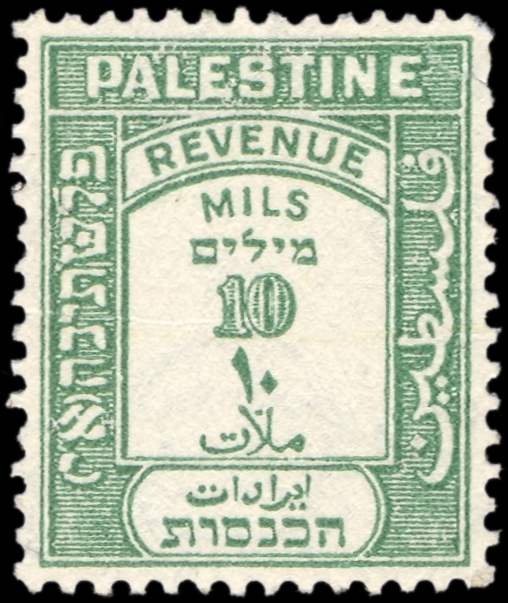
Marcă poștală a Palestinei mandatare britanice în valoare de 10 mili, circa 1928

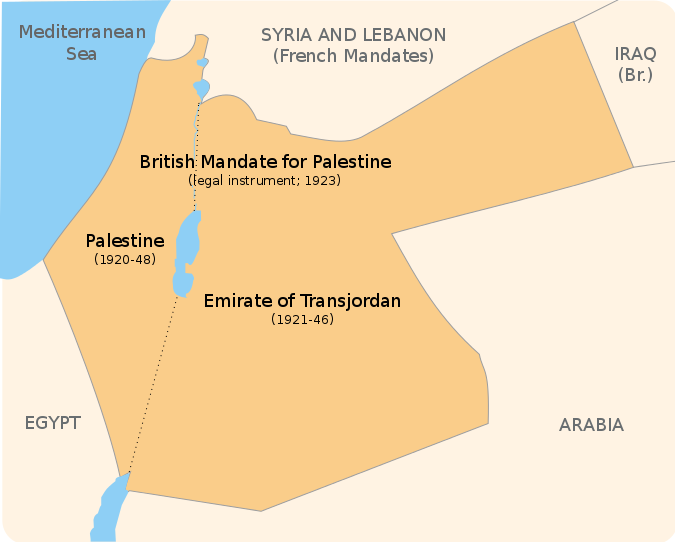
Palestina mandatară conform Conferinței de la San Remo (1920)

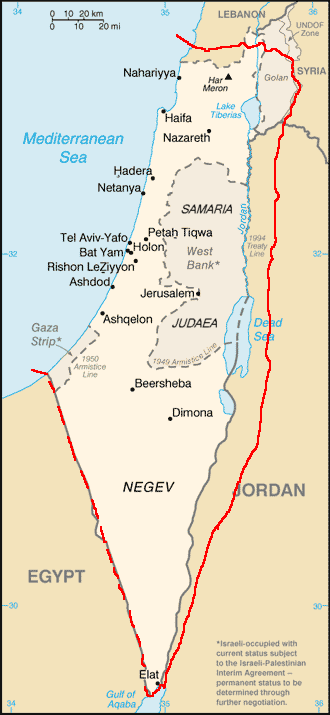
Harta statului evreu (linia roșie) conform AcorduluiFeisal-Weizmann (1919), prezentată la Conferința de pace de la Paris (1919). Linia neagră cuprinde granițele actuale ale Israelului, iar linia punctată - Autoritatea Națională Palestiniană

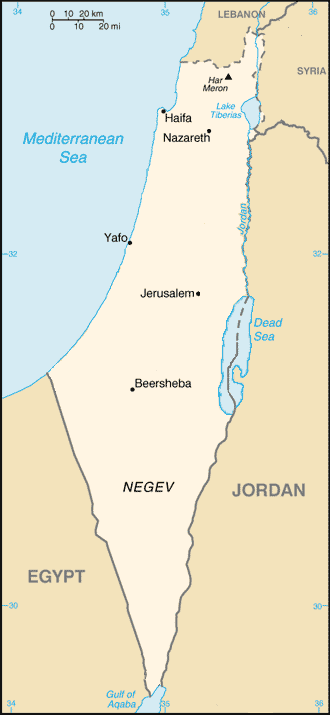
Palestina mandatară, în cadrul căruia urma să se formeze un "cămin național evreiesc"; frontierele de după 1922

## Date istorice
Principalele evenimente de după formarea mișcării sioniste.
1891 – primul protest al notabililor arabi din Ierusalim adresat oficialităților otomane împotriva imigrației evreiești și a cumpărării de pământuri.
1897 – Primul congres sionist la Basel, în Elveția proclamă că „obiectivul final al sionismului este crearea unui cămin pentru poporul evreu în Palestina“.
1913 – primul congres naționalist arab cere Parisului autonomia pentru provinciile arabe ale imperiului Otoman.
Mai 1916 – Acordul Sykes–Picot tranșează viitorul partaj al teritoriilor. Libanul și Siria ar fi urmat să revină Franței, Irakul și Transiordania, Marii Britanii, Palestina - unei administrații internaționale.
2 noiembrie 1917 – Declarația Balfour - secretarul britanic al Foreign Office, Sir Arthur Balfour, promite liderilor sioniști, în numele guvernului britanic, un „Cămin național evreiesc” în Palestina.
1918 – armata engleză ocupă Palestina și o supune unui regim de administrație militară.
Februarie 1919 – Conferința de pace de la Paris refuză arabilor independența. Primul congres de la Ierusalim al arabilor palestinieni se opune stabilirii unui cămin național evreiesc în Palestina.
1921 – conferința de la Cairo: Transiordania obține de la britanici dreptul la o administrație autonomă, condusă de dinastia beduină hașemită 
1921 - 1929 – arabi instigați omoară sute de evrei la Hebron, Ierusalim, Jaffa și alte localități din Palestina.
1936-1939 – revolta arabă împotriva mandatului britanic este înăbușită de britanici, care folosesc ocazia pentru a se debarasa de obligațiile asumate față de Liga Națiunilor de a crea un „Cămin național evreiesc” în Palestina - pe a căror bază au abținut mandatul - și limitează drastic imigrația evreiască, promițând arabilor crearea unui stat palestinian arab.
29 noiembrie 1947 – Organizația Națiunilor Unite decretează partajarea Palestinei în două state, unul evreiesc și unul arab, din momentul retragerii mandatului britanic, în 15 mai 1948 (rezoluția 181). Lumea arabă respinge această decizie.
14 mai 1948 – proclamarea statului Israel, împotriva căruia armatele arabe intră în război. La sfârșitul conflictului, în 13 ianuarie 1949, 700.000 de mii de palestinieni se refugiază în Cisiordania, în Gaza și în țările arabe vecine. Un zid traversează Ierusalimul separând Ierusalimul de Est de cel vestic. Se semnează un armistițiu între Israel și statele arabe beligerante, ca bază a unor eventuale tratate de pace, opțiune care a fost respinsă categoric de arabi în 1967 prin cele trei Nu! ale conferinței Ligii Arabe de la Khartoum. Linia de încetare a focului din 1948 (Linia verde) va fi reclamată ulterior, după o nouă înfrângere a statelor arabe, din Războiul de Șase Zile, cu noi cuceriri teritoriale israeliene, ca un fel de graniță semi-recunoscută, celelalte teritorii preluate de sub ocupația iordaniană (Cisiordania) și egipteană (Fâșia Gaza) căpătând titlul de „teritorii ocupate (cotropite)” (în limbajul statelor arabe și al sprijinitorilor lor).
În Războiul arabo-israelian din 1948 Fâșia Gaza este ocupată de egipteni, iar 
Iordania ocupă Cisiordania.
22 septembrie 1948 - Potrivit hotărârii Ligii Arabe, Adunarea naționala palestiniană din Fâșia Gaza aprobă, sub control egiptean, numirea „Guvernului Întregii Palestine” cu sediul la Gaza. Prim ministru este numit Ahmed Hilmi Pașa Abd al Baki. Guvernul acesta este recunoscut de țările arabe, cu excepția Transiordaniei, și nu are practic decât o funcție simbolică. El va fi dizolvat în 1959.
1 decembrie 1948 - Ca reacție la formarea guvernului de la Gaza, Conferința notabililor arabi palestinieni din Cisiordania, la Ierihon,apoi la 24 decembrie 1948 o conferință similară la Ramallah, și apoi o altă conferință la Nablus, organizate de autoritățile transiordaniene, îl proclamă pe regele Transiordaniei Abdallah I ca „rege al întregii Palestine” și cere unirea „Palestinei arabe” cu Transiordania, sub un singur sceptru. Aceste hotărâri nu sunt acceptate de reprezentanți ai palestinienilor din afara Cisiordaniei și de celelalte state arabe. 
În februarie 1950 se desăvârșește unirea Cisiordaniei cu Transiordania, și întemeierea Regatului Hașemit al Iordaniei. 
Un an mai târziu, în 1951 regele Abdallah al Iordaniei este asasinat în Ierusalimul de Est de un arab palestinian.
28 mai 1964 – după crearea, la Cairo, a Organizației pentru Eliberarea Palestinei (OEP), Consiliul Național Palestinian (CNP) adoptă în Ierusalimul de Est, sub control iordanian, o Cartă în care declară lupta permanentă și pe toate căile (metoda principală fiind terorismul) împotriva Statului Israel și a cetățenilor săi.
Iunie 1967 – Războiul de Șase Zile, în urma căruia Israelul ocupă Ierusalimul de Est, Cisiordania și Fâșia Gaza.
22 noiembrie 1967 – rezoluția 242 a ONU, respinsă de arabi, afirmă „inadmisibilitatea achiziției de teritorii prin război și necesitatea de a lucra pentru o pace justă și durabilă permițând fiecărui stat din regiune să trăiască în securitate“.
21 martie 1968 – 400 de combatanți ai OEP, susținuți de armata iordaniană, rezistă unui atac al unei unități israeliene împotriva unei baze din Karameh în Iordania. Palestinienii fac din această bătălie un simbol al rezistenței lor.
4 februarie 1969 – Yasser Arafat este ales președinte al Comitetului Executiv al OEP.
10 decembrie 1969 – ONU recunoaște existența „poporului palestinian“.
16-22 septembrie 1970 – insurecția declanșată de OEP pentru a cuceri puterea în Iordania este reprimată de regele Hussein, cu peste 3.000 de morți. OEP se repliază în Liban. Evenimentele capătă numele de Septembrie cel Negru, care devine și numele uneia dintre organizațiile teroriste care aparținea de OEP. Teroriști din această organizație vor ataca și ucide 11 sportivi israelieni la Olimpiada de la Mũnchen.
12 iunie 1972 – OEP aprobă crearea unui stat „în fiecare parte din Palestina eliberată“.
13 noiembrie 1974 – la ONU, unde apare cu o ramură de măslin și cu un pistol, Arafat obține pentru OEP un loc de observator.
Iunie 1982 – Israelul atacă și ocupă sudul Libanului, devenit un „Fatahland”, o uriașă bază de antrenament terorist internațional (unde s-au antrenat teroriști din grupările Baader-Meinhof, a lui Carlos, Armata Roșie Japoneză ș.a. până la Beirut și constrânge OEP să se replieze în Tunis. În septembrie unități de insurgenți libanezi creștini au declanșat masacrele din taberelor de refugiați palestinieni de la Sabra și Shatila. Armata israeliană a fost acuzată că nu a intervenit la timp ca șă împiedice aceste masacre, deși ea a aflat de ele post-factum. O comisie de anchetă statală israeliană a dus la demisia Ministrului apărării, Ariel Sharon „pentru că nu a luat în considerație această posibilitate”.
9 decembrie 1987 – începutul Intifadei de 6 ani, o serie de acte teroriste declanșate de diferite grupări palestiniene împotriva populației civile israeliene.
15 noiembrie 1988 - Yasser Arafat proclamă, în exil, la Alger, Statul Palestina.
13 septembrie 1993 – după mai multe luni de negocieri secrete Israelul și OEP se recunosc mutual și semnează la Oslo o „Declarație de principii”, cu recunoașterea autonomiei palestiniene în vederea unei reglementări permanente. Arafat declară solemn, în numele poporului palestinian, că renunță total și definitiv la terorism (în realitate, activitatea teroristă palestiniană va continua fiind acționată de grupări paraoficiale. Primul-ministru israelian Itzhak Rabin și Arafat își strâng mâna.
5 mai 1994 – începutul instaurării unui regim de autonomie palestiniană prevăzut pentru cinci ani.
1 iulie 1994 – Arafat se reîntoarce pe pământ palestinian și creează la Gaza Autoritatea palestiniană, guvern autonom pentru zonele evacuate de Israel.
4 noiembrie 1995 – asasinarea lui Rabin de către un extremist evreu.
20 ianuarie 1996 – după evacuarea de către Israel a principalelor orașe din Cisiordania, Arafat este ales președinte al Autorității Palestiniene. Alegerea unui prim parlament în teritoriile palestiniene.
14 decembrie 1998 – vizita istorică a președintelui american Bill Clinton în Gaza.
11-25 iulie 2000 – după patru ani de impas, negocierile de la Camp David dintre Arafat și primul-ministru israelian Ehud Barak se termină cu un nou eșec.
28 septembrie – începutul celei de-a doua Intifada (2000-2004)(, pregătită din timp și declanșată cu pretextul unei vizite a lui Ariel Sharon, șeful opoziției, pe Muntele Templului din Ierusalim. [Este vorba de locul, după tradiție, al Templului evreiesc din Ierusalim, pe care au fost construite mai târziu sanctuarul musulman alcătuit din Moscheea Al-Aqsa și Domul Stâncii.
3 decembrie 2001 – deși - prin convenția de la Oslo - Arafat s-a obligat să înceteze total actele insurgente și teroriste contra populației israeliene, el a continuat aceste activități, prin intermediul unor grupări paramilitare, paraoficiale și cu denumiri diverse, „Tanzim”, „Jihad ” (război sfânt), Brigăzile Al Aksa, Brigăzile „Iz-a-Din-el-Kasam” ș.a. Guvernul israelian a decis un fel de domiciliu forțat pentru Arafat în „Mukata”, sediul administrației palestiniene la Ramallah.
29 martie 2002 – Israelul construiește un zid între Israel și Cisiordania, pentru a împiedica jaful organizat de automobile (peste 20% din automobilele israeliene au fost trecute pe teritoriul Autonomiei),de utilaj agricol: tractoare, autocamioane, animale, mii de stupi de albine, culesul peste noapte a mii de hectare de recoltă și în special, infiltrarea de „șahizi” - sinucigași cu bombe (kamikaze) conduși de sentimente religioase extremiste, de probleme sociopatologice, sau de argumente pecuniare.
24 iunie – președintele George W. Bush le cere palestinienilor să-și schimbe conducătorul.
30 aprilie 2003 – lansarea „Hărții de drumuri”, plan american de pace de inspirație saudită.
18 decembrie – Sharon lansează un „plan de separare” de palestinieni. În februarie 2004 anunță apropiata demolare a satelor agricole israeliene din zona Gaza.
22 martie 2004 – lichidarea de către Israel a șeicului Ahmad Yassin, creatorul și șeful organizației teroriste și fundamentaliste islamice Hamas.
11 noiembrie – decesul lui Arafat la Paris, urmat de scandalul zecilor de milioane de dolari adunate de Arafat din surse oculte și depuse în bănci elvețiene la discreția soției sale, Suwa Tawil-Arafat.
9 ianuarie 2005 – dr.Mahmud Abbas este ales președinte al Autorității Palestiniene.
21 iunie – întâlnire Abbas-Sharon la Ierusalim.
15-23 august – Israelul evacuează 21 de sate agricole israeliene din Gaza și 4 din Cisiordania.
12 septembrie – sfârșitul retragerii israeliene din Gaza.
1 ianuarie 2006 – palestinienii reîncep atacurile teroriste împotriva Israelului.
25 ianuarie 2006 – alegeri legislative palestiniene: Hamas obține majoritatea absolută în Fâșia Gaza cu 76 de locuri, contra Fatah (43 de locuri). În luptele pentru putere care se declanșează sunt schingiuiți și uciși sute de luptători și activiști din Fatah: aruncați de pe case, împușcați în ceafă, sau în genunchi, etc. Răniții cei mai grav din ambele tabere sunt transportați la spitalele din Israel pentru salvare și tratament.
29 noiembrie 2012, în urma unui vot al Adunării Generale a ONU, Statul Palestina s-a transformat din „entitatea” palestiniană în „stat observator nemembru al ONU”. Rezoluția care recunoaște statalitatea Statului Palestina a fost adoptată cu 138 de voturi pentru, 9 împotrivă și 41 de abțineri.